# Europejski Komisarz ds. przemysłu, małych i średnich przedsiębiorstw oraz jednolitego rynku

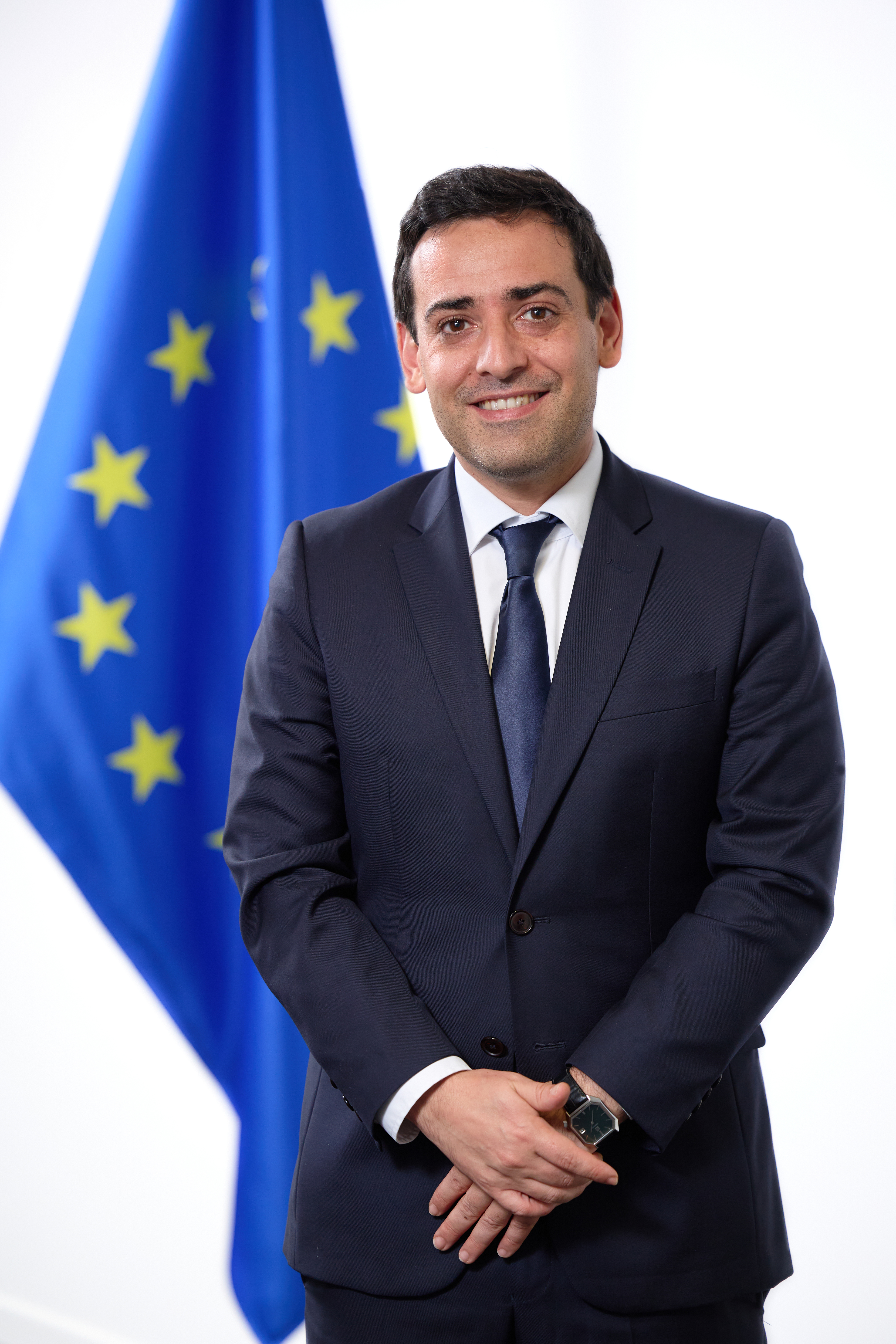
Europejski Komisarz ds. przemysłu, małych i średnich przedsiębiorstw oraz jednolitego rynku – Stéphane Séjourné

Europejski Komisarz ds. przemysłu, małych i średnich przedsiębiorstw oraz jednolitego rynku – członek Komisji Europejskiej. Odpowiedzialny za realizację polityk mających na celu wspieranie przemysłu, innowacji oraz zrównoważonego rozwoju MŚP w ramach jednolitego rynku UE. Jego zadaniem jest dążenie do poprawy konkurencyjności przemysłu europejskiego, zwiększenie inwestycji w nowe technologie oraz wsparcie dla MŚP, które stanowią podstawę europejskiej gospodarki. Dodatkowo, Komisarz zajmuje się promowaniem i usprawnianiem działania jednolitego rynku, co ma na celu ułatwienie przepływu towarów, usług, osób oraz kapitału w obrębie Unii Europejskiej. Obecnym komisarzem jest Stéphane Séjourné.

## Powstanie stanowiska
Stanowisko zostało utworzone w odpowiedzi na potrzebę skoordynowanego działania w zakresie polityki przemysłowej, wsparcia MŚP oraz harmonizacji przepisów rynku wewnętrznego. .

## Zakres obowiązków
Europejski Komisarz ds. przemysłu, małych i średnich przedsiębiorstw oraz jednolitego rynku odpowiada za:
- promowanie czystych technologii w przemyśle, wspieranie rozwoju przemysłu Net Zero i inwestycji w innowacje technologiczne,
- rozwój i modernizacja jednolitego rynku UE, w tym usprawnienie przepisów i egzekwowanie polityk w zakresie swobodnego przepływu towarów, usług, osób i kapitału,
- ułatwienie dostępu do finansowania, uproszczenie regulacji oraz rozwój programów wsparcia dla małych i średnich firm, w tym pomoc w przejściu na gospodarkę cyfrową i zrównoważoną,
- opracowanie i wdrożenie ustawy o akceleratorze dekarbonizacji przemysłowej oraz wspieranie działań zmierzających do obniżenia emisji w przemyśle,
- koordynowanie działań na rzecz tworzenia projektów wspólnego europejskiego interesu w najważniejszych sektorach i technologiach,
- współpraca przy rewizji przepisów, w tym dyrektyw dotyczących zamówień publicznych, celem uproszczenia przepisów i zmniejszenia obciążeń administracyjnych dla firm,
- wdrażanie programów wsparcia w zakresie cyfryzacji MŚP, takich jak rozwój sieci cyfrowych centrów innowacji i programów edukacyjnych,
- koordynowanie analiz stanu jednolitego rynku oraz wspieranie działań mających na celu lepsze zarządzanie rynkiem wewnętrznym,
- ścisła współpraca z krajami UE oraz regionalnymi i lokalnymi władzami w zakresie wdrażania polityk przemysłowych i wspierania MŚP.

## Lista komisarzy
|    | Komisarz                  | Lata      | Komisja                   |
| -- | ------------------------- | --------- | ------------------------- |
| 1  | Piero Malvestiti          | 1958–1959 | Hallstein I               |
| 2  | Giuseppe Caron            | 1959–1963 | Hallstein I, Hallstein II |
| 3  | Guido Colonna di Paliano  | 1964–1967 | Hallstein II              |
| 4  | Hans von der Groeben      | 1967–1970 | Rey                       |
| 5  | Wilhelm Haferkamp         | 1970–1973 | Malfatti, Mansholt        |
| 6  | Finn Olav Gundelach       | 1973–1977 | Ortoli                    |
| 7  | Étienne Davignon          | 1977–1981 | Jenkins                   |
| 8  | Karl-Heinz Narjes         | 1981–1985 | Thorn                     |
| 9  | Francis Cockfield         | 1985–1989 | Delors I                  |
| 10 | Martin Bangemann          | 1989–1994 | Delors II, Delors III     |
| 11 | Raniero Vanni d'Archirafi | 1994–1995 | Delors III                |
| 12 | Mario Monti               | 1995–1999 | Santer, Marín             |
| 13 | Frits Bolkestein          | 1999–2004 | Prodi                     |
| 14 | Charlie McCreevy          | 2004–2010 | Barroso I                 |
| 15 | Michel Barnier            | 2010–2014 | Barroso II                |
| 16 | Elżbieta Bieńkowska       | 2014–2019 | Juncker                   |
| 17 | Thierry Breton            | 2019–2024 | von der Leyen I           |
| 18 | Stéphane Séjourné         | od 2024   | von der Leyen II          |